# ヨアンドリス・サリナス
ヨアンドリス・サリナス・ルイス（Yoandris Salinas Luis、男性、1985年9月20日 - ）は、キューバのプロボクサー。シエゴ・デ・アビラ出身。

## 経歴

### アマチュア時代
2005年のキューバ全国大会で後のオリンピック金メダリストのロニエル・イグレシアスに準々決勝で敗れるが、2006年と2007年大会で優勝を飾っている。2008年は1回戦で敗退、2009年は決勝で敗退している。
2006年に行われた中央アメリカ・カリブ海競技大会にフライ級(51kg)で出場、順当に勝ち進み決勝でファン・カルロス・パヤノに敗れるも銀メダルを獲得している。
2007年に行われたパンアメリカン競技大会にフライ級(51kg)で出場するが、準決勝でマックウィリアムズ・アローヨに敗れ銅メダルを獲得した。
2008年にはバンタム級に転向したが、全国大会の初戦でオシーレス・エルナンデスに敗れた。

### プロ時代
2009年サリナスはエージェントの手引きでアメリカフロリダ州マイアミに亡命。その後アリーナ・ボックス・プロモーションと契約した。
2009年12月4日、マイアミでデビューし4回判定勝ちで白星でデビューを飾った。
2010年12月7日、ダニー・アクイーノと対戦し4回2-1の判定勝ち。
2011年7月16日、ジョン・アルベルト・モリーナとWBCラテンアメリカスーパーバンタム級王座決定戦を行い3回KO勝ちで王座獲得に成功した。
2011年7月30日、前回の試合からわずか2週間後WBAフェデボルスーパーバンタム級王座決定戦をカルロス・リバスと行い9回3-0(3者とも90-81)の判定勝ちで王座獲得に成功した。
2011年10月22日、パナマシティのアリナ・ロベルト・デュランで元WBA世界バンタム級暫定王者ネオマール・セルメニョとNABA全米スーパーバンタム級王座決定戦を行い8回1-1(75-77、76-76、77-75)の三者三様の引き分けに終わり王座獲得に失敗した。
2012年5月19日、ペルーカヤオのコリシオ・ミゲル・グラウでイメール・ベラスケスと対戦し6回TKO勝ちでWBAフェデボル王座初防衛に成功した。
2013年7月5日、WBA世界スーパーバンタム級暫定王者スコット・クィッグとの間で行われるWB世界スーパーバンタム級王座決定戦の興行権の入札を同月15日午前11時にWBA本部で行うと通知を受けた。しかしクィッグとサリナスで空位となっていた正規王座の王座決定戦を行うことがクィッグ陣営のマッチルーム・スポーツとサリナス陣営のゴールデンボーイプロモーションズが交渉で合意した為、同月13日にWBAは同月15日の午前11時に予定していた入札の中止を決定した。
2013年10月5日、マンチェスターのマンチェスター・アリーナで正規王座に認定されたスコット・クィッグと指名試合を行い12回0-1(2者が114-114、113-115)の引き分けに終わったため王座獲得に失敗した。
2014年5月31日、ラスベガスのトロピカーナ・ホテル・アンド・カジノでオスカル・エスカンドンとWBA世界スーパーバンタム級暫定王座決定戦を行う予定だったが、同年4月19日にスコット・クィッグとネオマール・セルメニョの間で行われる予定だったWBA世界スーパーバンタム級王座統一戦がセルメニョにイギリスへの入国ビザが下りなかったため入国出来ずに試合8日前に中止となりWBA世界スーパーバンタム級暫定王座が空位にならなくなった為、試合は中止になった。
2014年7月12日、MGMグランド・ガーデン・アリーナでエンリケ・ケベードとノンタイトル10回戦を行い、4回に1度、5回に2度ダウンを奪われて、プロ初黒星となる5回2分56秒TKO負けを喫した。
2015年4月11日、サンフアンのコリセオ・デ・プエルトリコ・ホセ・ミゲル・アグレロットでリカルド・アルバラードと対戦し、初回KO勝ちを収めた。
2015年8月8日、カリフォルニア州インディオのファンタジー・スプリングス・リゾート・カジノでマヌエル・アビラとNABF北米スーパーバンタム級暫定王座決定戦を行い、6回終了時棄権により王座獲得に失敗した。

## 獲得タイトル
- WBCラテンアメリカスーパーバンタム級王座
- WBAフェデボルスーパーバンタム級王座